# NGC 949
NGC 949 is een spiraalvormig sterrenstelsel in het sterrenbeeld Driehoek. Het hemelobject werd op 21 september 1786 ontdekt door de Duits-Britse astronoom William Herschel.

## Synoniemen
- PGC 9566
- UGC 1983
- IRAS02277+3654
- MCG 6-6-48
- KARA 109
- ZWG 523.53
- KUG 0227+369